# رودريك فيرث
رودريك فيرث (بالإنجليزية: Roderick Firth)‏ هو فيلسوف أمريكي، ولد في 30 يناير 1917 في أورانج ‏ في الولايات المتحدة، وتوفي في 22 ديسمبر 1987 في أرلينغتون ‏ في الولايات المتحدة.